# 日本航空46E便エンジン脱落事故
日本航空46E便エンジン脱落事故（にほんこうくう46Eびんえんじんだつらくじこ）は1993年3月31日に発生した航空事故である。
新東京国際空港発テッド・スティーブンス・アンカレッジ国際空港経由シカゴ・オヘア国際空港行きの日本航空46E便（ボーイング747-121A/SF、以下46便、エバーグリーン航空からのウェット・リース（乗員ごと機体を貸す））が、アンカレッジ国際空港からの離陸直後に乱気流に遭遇し、想定以上の負荷がかかったため、第2エンジンが脱落した。パイロットは旋回しアンカレッジ国際空港へ緊急着陸を行った。乗員乗客5人は全員無事だった。

## 飛行の詳細

### 事故機

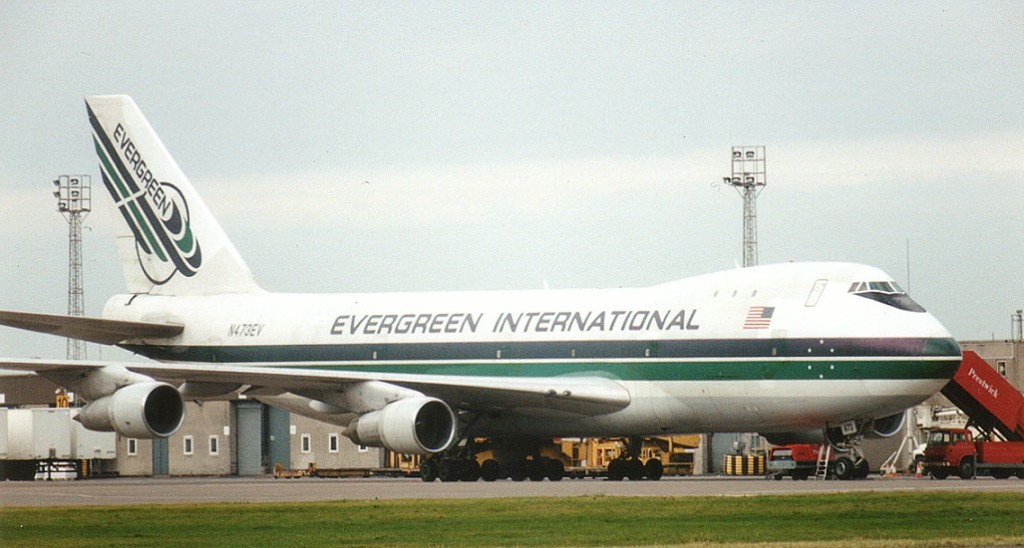
1990年代初頭に撮影された事故機

事故機のボーイング747-121A/SF（N473EV）は、1970年6月に製造番号19657として製造されたものだった。旅客機として製造され、パンアメリカン航空などで運用された後、1988年12月にエバーグリーン航空へ納入され、貨物機へと改修された。総飛行時間は83,906時間で、18,387回の飛行サイクルを経験していた。事故機にはプラット・アンド・ホイットニー社製の JT9D-7Dが4基搭載されており、直近のオーバーホールは1991年3月に行われていた。事故時点で第2エンジンは56,709時間の飛行と、10,923回の飛行サイクルを経験していた。事故後、事故機は修理され運用に復帰した。なお、この機体は映画『ダイ・ハード2』の撮影に用いられていた。

### 乗員
機長は42歳の男性で、1991年2月2日からエバーグリーン航空に勤めていた。総飛行時間は約10,000時間で、そのうち機長としての乗務は4,100時間ほどだった。ボーイング747では750時間ほどの経験があり、うち138時間が機長として乗務だった。
副操縦士は47歳の男性で、1987年8月3日からエバーグリーン航空に勤めていた。総飛行時間は約10,500時間で、ボーイング747では600時間ほどの経験があった。
航空機関士は33歳の女性で、1989年11月27日からエバーグリーン航空に勤めていた。総飛行時間は約2,600時間で、ボーイング747では1,200時間ほどの経験があった。

## 事故の経緯
46便が離陸する前、同じエバーグリーン航空B747貨物機の日本航空42E便（以下、42便）が、2,000フィート (610 m)付近で乱気流に遭遇したと報告していた。46便は現地時間12時24分にアンカレッジを離陸した。2,000フィート (610 m)付近で、46便は乱気流に遭遇した。機体は左に50度近く傾斜し、対気速度は75ノット (139 km/h)近く変動した。直後に、パイロットは大きなヨーイングを報告し、第2エンジンが脱落した。
付近を飛行していたアメリカ空軍所属のF-15戦闘機2機が、46便から何か巨大な物体が落下したと報告した。管制官はこの報告を受け、46便に機体から何かが脱落したことを伝えた。また、目撃者達は、エンジンが脱落する前に機体が、激しいローリングが起こっていたと証言した。エンジンの脱落直後、副操縦士はチェックリストを開始し、機長は緊急事態を宣言した。しばらく機長は高度維持が出来ず、機体は降下したため、機長は第1エンジンを全開にしたが、コックピットではスティックシェイカーとバンク角の警報が作動していた。

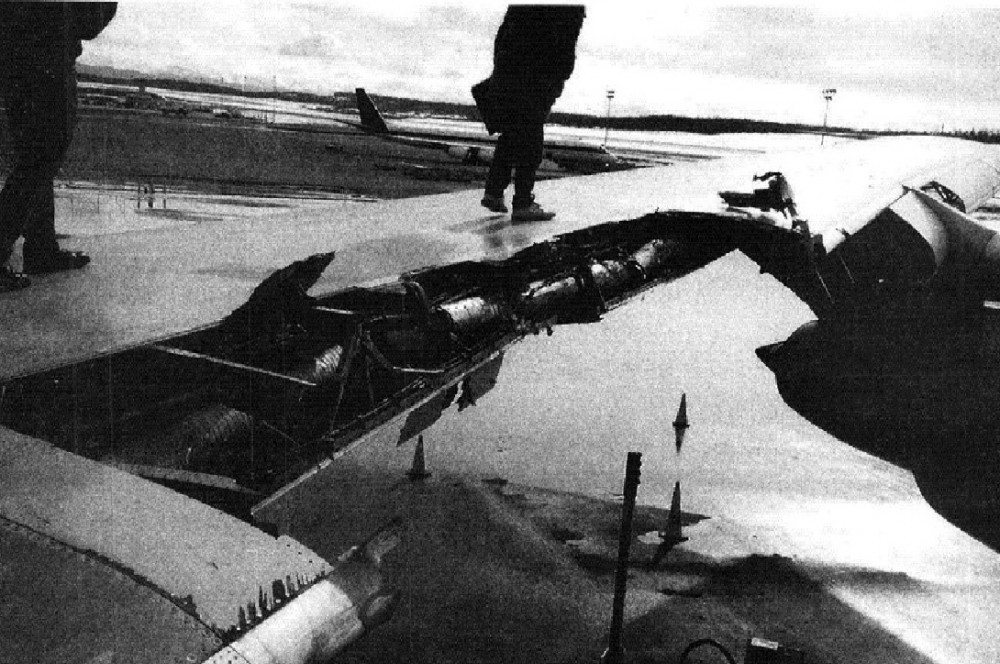
左主翼の損傷

2機のF-15は、損傷した46便の目視点検を行ったところ、左翼側の後縁フラップなどが複数脱落していることを確認、報告した。機長は、左旋回で滑走路6Rへの引き返しを行った。ダウンウィンド・レグを行う際、機体は40度近い角度での旋回を行った。機体は、最大着陸重量を45t近く超過していたが、12時45分に、46便は滑走路06Rへの緊急着陸に成功した。

## 事故調査

### 直前に出発した便の損傷
46便の離陸する約5分前に、同じ滑走路から離陸した42便も、第2エンジンのヒューズピンが変形している事が検査で判明した。

### 目撃証言

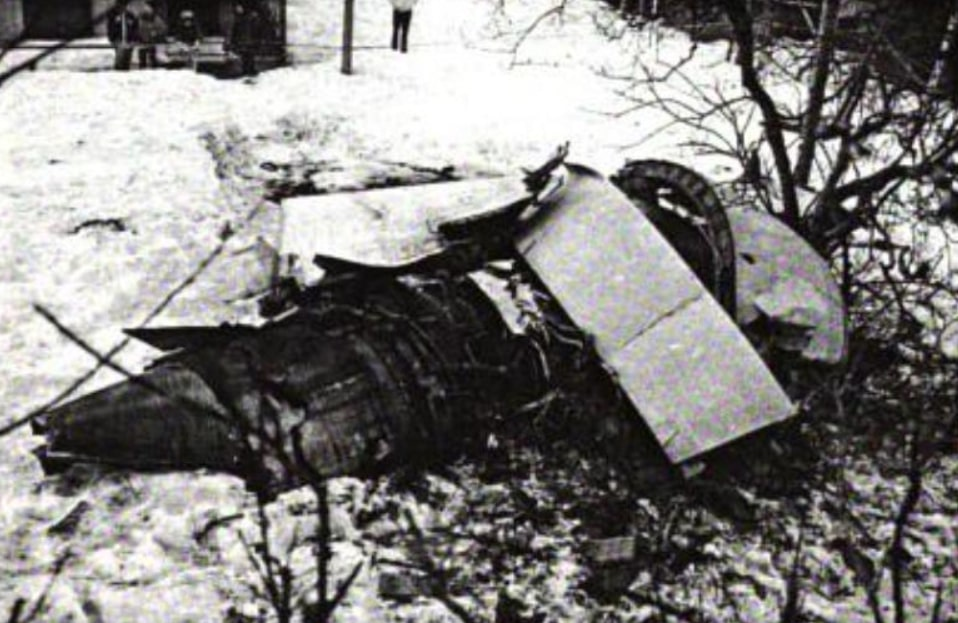
脱落した第2エンジン

第2エンジンが脱落する以前に、機内火災の兆候は無かった。地上の目撃者は、エンジンが脱落した際に火の玉か閃光のようなものを見たと証言した。地上に落下したエンジンから火災は起こらなかったが、最初に脱落したエンジンを目撃した人物は、蒸気のようなものが立ち上っていたと話した。そのため、アンカレッジの消防隊はエンジンに水を噴射した。

### 事故調査
アンカレッジにあるNTSBの北西支部に、アンカレッジ国際空港から46便からエンジン1基が脱落し、緊急着陸したことが通達された。調査官が空港に到着し、ワシントンD.Cから派遣された調査官も加わった。
調査には、FAA、ボーイング、エバーグリーン航空、日本航空、プラット・アンド・ホイットニーが加わった。また、シカゴ条約のAnnex13に従い、日本の航空事故調査委員会にも通達された。

### 推定原因
1993年10月27日、NTSBは最終報告を発行した。推定原因として、激しい乱気流により第2エンジンに想定以上の横方向への負荷がかかった結果、パイロンが破損したと結論付けた。また、パイロン前方に生じていた2インチの疲労亀裂により、耐久値が10%程度減少していたことが判明した。

### 安全勧告
NTSBは10個の安全勧告を発行した。内容は以下の通り。
- 空港が山岳地域にある場合の気象ハザードプログラムの開発[17]。
- アンカレッジ国際空港における気象情報による危険性の調査、及びそれに基づく進入・上昇経路の設定[18]。
- 激しい乱気流に遭遇した際の負荷を考慮した設計荷重の再設定[19]。
- エンジンのパイロンの設計変更[20][21]。
- ボーイング社から公表された改善指示書 747-54-2160の順守を勧告する耐空性指令の発行[22]。
- 機体が低高度で激しい乱気流に遭遇しないよう考慮した上昇経路の設定[23]。
- WSR-88Dドップラーレーダーの使用、及びそれによる低高度での乱気流に関する情報の提供[24]
- 同型機のメンテナンスマニュアルの改訂[25]。
- 他機のエンジン設計の検査が必要かどうかの精査[26]。

## 類似事故
エンジン脱落
- 中華航空358便墜落事故
- エル・アル航空1862便墜落事故
  - 2件ともボーイング747でのエンジン脱落事故だったため、46E便の調査当初には同様の原因ではないかと疑われた[27][16]。
- 1991年アメリカ空軍KC-135エンジン脱落事故

山岳波が原因になった事故
- 英国海外航空機空中分解事故
- コンチネンタル航空1404便離陸失敗事故